# Henritermieryt
Hernitermieryt – minerał z gromady krzemianów. Jest zaliczany do prostych krzemianów wyspowych.
Nazwa minerału pochodzi od imienia i nazwiska francuskiego profesora geologii Henriego François Émile Termiera (1897-1989), który wykładał ów przedmiot na Sorbonie w Paryżu.

## Charakterystyka minerału

### Morfologia kryształów
Henritermieryt tworzy zbite drobnokrystaliczne agregaty wypełniające szczeliny i spękania w rudach manganowych. Bardzo często tworzy kryształy pseudooktaedryczne, w większości zbliźniaczone zgodnie z płaszczyzną (101). Postacie tetragonalnych monokryształów mają postacie lekko wydłużonych słupów. 

### Skład chemiczny
W poniższej tabeli pokazano skład chemiczny henriterimerytu z kopalni rud manganowych w Tachgagalt w Maroku.
| Skład tlenkowy | % wag. |
| -------------- | ------ |
| SiO2           | 24,65  |
| Al2O3          | 5,95   |
| Fe2O3          | 0,95   |
| MnO            | 22,38  |
| CaO            | 35,45  |
| H2O+           | 7,85   |
| H2O-           | 0,08   |
| Suma           | 99,87  |

Ca2,97(Mn3+1,48Al0,54Fe0,06)[Si1,93O7,90](OH)4,10

### Krystalochemia
Minerał ten krystalizuje w układzie tetragonalnym grupy punktowej 4/m2/m2/m. Grupa przestrzenna I42/acd,  Z=8, parametry kowórki elementarnej - a=12,39, c=11,91.

### Asocjacje mineralne
Henritermieryt współwystępuje z marokitem, hausmanitem, gaudefroitem, kalcytem, hematytem, barytem i andradytem.

## Występowanie
- kopalnia rud manganu Tachgagalt, Antyatlas, Maroko
- kopalnie N'Chawing oraz Wessels niedaleko Kuruman w Południowej Afryce.